# Вёве-сюр-Уш
Вёве́-сюр-Уш (фр. Veuvey-sur-Ouche) — коммуна во Франции, находится в регионе Бургундия. Департамент коммуны — Кот-д’Ор. Входит в состав кантона Блиньи-сюр-Уш. Округ коммуны — Бон.
Код INSEE коммуны — 21673.

## Население
Население коммуны на 2010 год составляло 206 человек.
| 1962 | 1968 | 1975 | 1982 | 1990 | 1999 | 2010 |
| ---- | ---- | ---- | ---- | ---- | ---- | ---- |
| 235  | 211  | 169  | 188  | 161  | 155  | 206  |

## Экономика
В 2010 году среди 128 человек трудоспособного возраста (15—64 лет) 88 были экономически активными, 40 — неактивными (показатель активности — 68,8 %, в 1999 году было 58,3 %). Из 88 активных жителей работали 79 человек (44 мужчины и 35 женщин), безработных было 9 (5 мужчин и 4 женщины). Среди 40 неактивных 9 человек были учениками или студентами, 16 — пенсионерами, 15 были неактивными по другим причинам.